# Фонд Гейдара Алієва
Фонд Гейдара Алієва (азерб. Heydər Əliyev Fondu) — неурядова організація некомерційного характеру. Створення фонду було викликано необхідністю у вираженні поваги і вшанування пам'яті Гейдара Алієва, відображенні його багатого духовно-морального спадщини, підкресленні значущості філософії «азербайджанства» Гейдара Алієва і передачі новим поколінням ідей національної державності.

## Структура

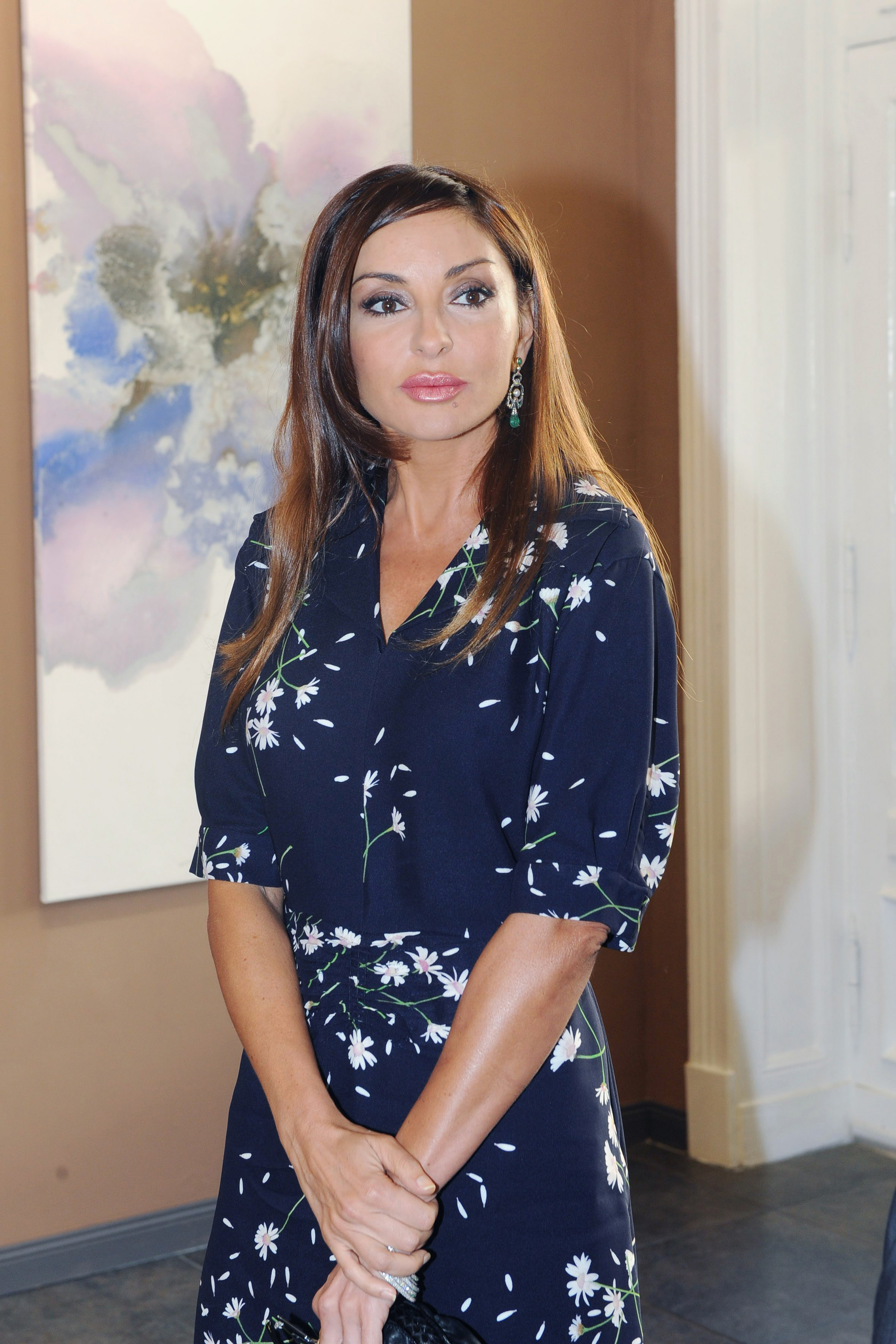
Президент фонду Мехрібан Алієва

Структура фонду поєднує в собі колегіальний і єдиноначальні методи управління фондом. Фонд розпочав свою діяльність у 2004 році, президентом фонду є посол доброї волі ЮНЕСКО перша леді Азербайджану Мехрібан Алієва, виконавчий директор Анар Алекперов.
Управляє фондом президент фонду; в його компетенцію входять такі питання як затвердження програм і загальне керівництво над їх здійсненням, визначення цільових пріоритетів діяльності фонду, його структури та кадрового складу, також інші, визначені статутом, функції. Також затверджена посаду виконавчого директора фонду, який діє в межах повноважень, відведених до його відання президентом фонду Гейдара Алієва. Виконавчий директор здійснює поточний контроль над програмами і заходами проведеними фондом, він також є повноважним представником фонду в питаннях, відведених у його компетенцію.
При президентові фонду також діє експертна рада, яка складається з експертів різної спеціалізації: їх мета забезпечити більшу раціональність і ефективність прийнятих рішень, вони готують і надають президентові фонду відповідні думки, звіти і доповіді; треба відзначити що рада є консультативною структурою.

## Діяльність

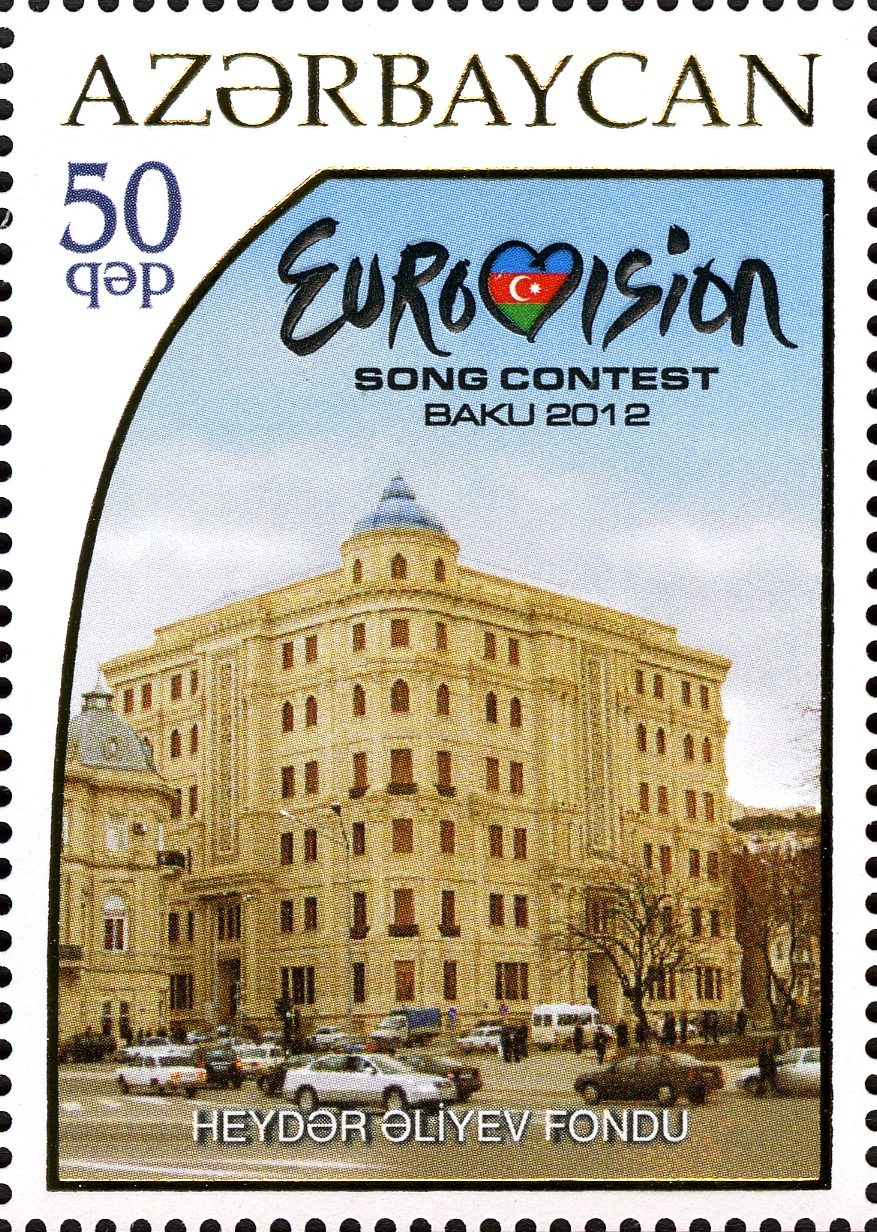
Штаб квартира фонду на поштовій марці Азербайджану

Фонд займається багатьма гуманітарними та культурними питаннями: це і будівництво, і реконструкція шкіл та інтернатів, створення бібліотек культурних центрів. Фонд також здійснює програми в цілях підтримки і пропаганди мистецтва, підтримує людей мистецтва, на кошти фонду надається допомога важко хворим, що страждають різними захворюваннями, зокрема такими як цукровий діабет, таласемія, гемофілія.
Діяльність фонду не обмежується тільки Азербайджаном: фонд також реалізує різні культурні й гуманітарні проекти в інших країнах, зокрема, в Грузії, Пакистані, Росії, Франції та інших. У Пакистані фонд займається ґрунтовною реконструкцією школи для дівчаток в місті Музаффарабад, у Франції фонд фінансує роботи з реконструкції собору в Страсбурзі і деяких об'єктів у Версалі. У березні 2010 року за сприяння фонду було видано книгу «Азербайджан». До неї увійшли тисячі фотографій, що ілюструють багату культуру мистецтво традиції і культуру Азербайджану. У Бакинському музеї сучасного мистецтва була влаштована виставка, на якій демонструються фото-роботи, що увійшли до книги. У червні 2012 року у Ватикані за участю президента фонду Гейдара Алієва, першої леді Азербайджану Мехрібан Алієвої і кардинала Джанфранко Равазі було підписано угоду про сприяння фонду в реставрації «римських катакомб»..

## Підтримка музичних фестивалів

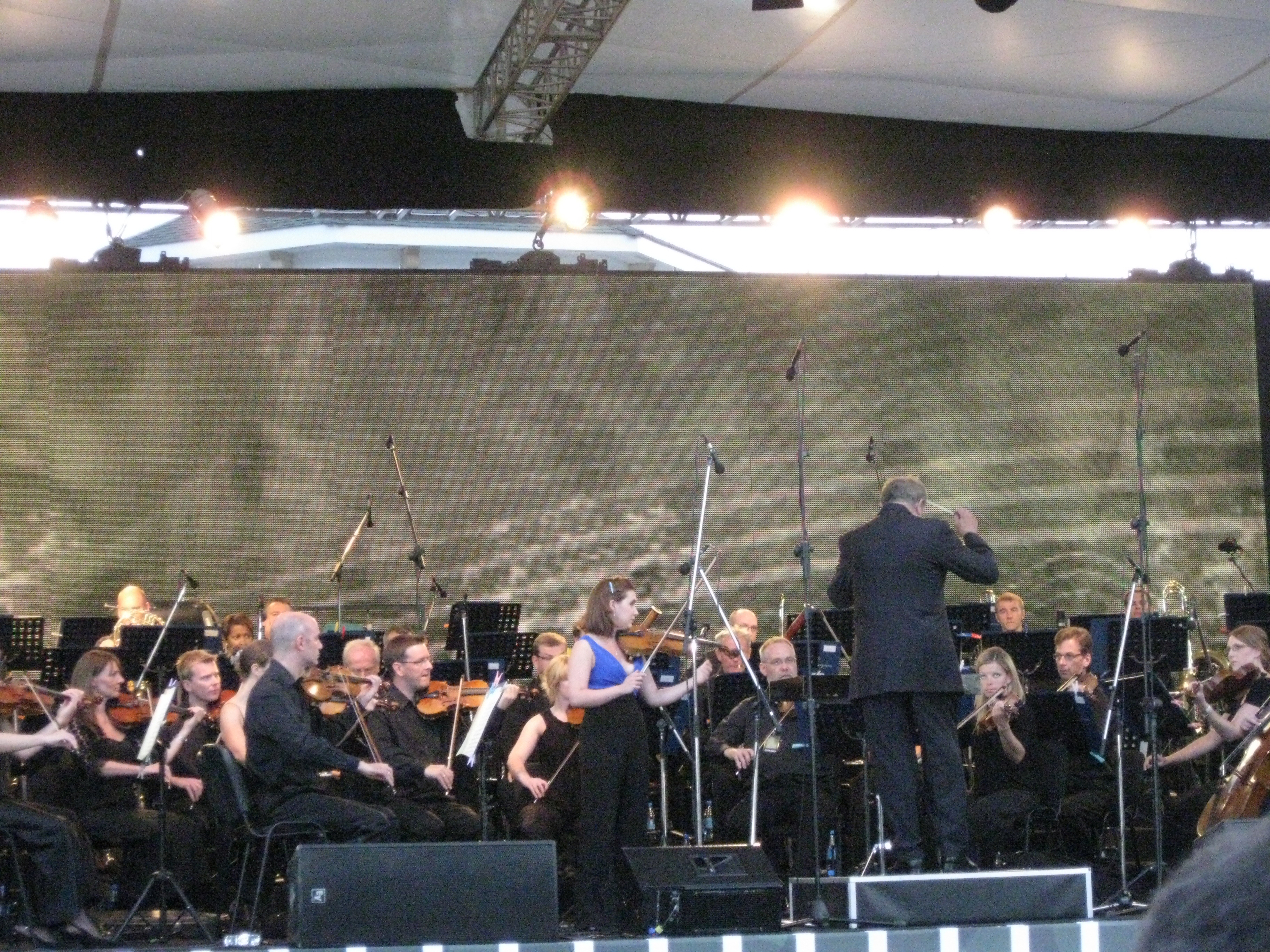
Габалінський музичний фестиваль

Фонд Гейдара Алієва бере активну участь в організації та проведенні ряду музичних фестивалів. Серед них можна вказати такі як:
- «Габалінський музичний фестиваль»[9].

- «Світ Мугама»[10].

- «Міжнародний фестиваль присвячений творчості Узеїра Гаджибекова»[11].

- «Бакинський Міжнародний Фестиваль Мстислава Ростроповича»[12].

Також фонд надає підтримку аналогічним культурним заходам, що проводяться в інших країнах.